# Parrocchia di Plaquemines
La parrocchia di Plaquemines (in inglese Plaquemines Parish) è una parrocchia dello Stato della Louisiana, negli Stati Uniti. La popolazione al censimento del 2000 era di 26 757 abitanti. Il capoluogo è Pointe a la Hache.
La parrocchia (in Louisiana le parrocchie costituiscono un livello amministrativo equivalente a quello delle contee degli altri stati degli USA) fu creata nel 1807.